# Kara-Balta
Kara-Balta (in kirghiso Кара-Балта?) è una città del Kirghizistan, capoluogo del omonimo distretto.
Il toponimo deriva dal kirghiso e significa "scure nera".

## Geografia fisica
Kara-Balta è situata sul versante settentrionale dell'Alatau kirghiso, ad una sessantina di chilometri dalla capitale Biškek su un terreno pianeggiante. Il clima è temperato.

## Storia
I primi insediamenti nella valle di Čuj risalgono al quinto secolo; dopo l'invasione di Gengis Khan, però, l'area venne popolata soprattutto da nomadi e pastori. Kara-Balta venne fondata nel 1825 sotto il khanato di Kokand e ricevette lo status di città nel 1975, ai tempi dell'Unione Sovietica.

## Economia
L'industria principale della città è l'impianto di lavorazione dei minerali (KBMP), il più grande dell'Asia centrale che, durante l'era sovietica, lavorava l'uranio proveniente dal Kirghizistan e dal Kazakistan. Dopo l'indipendenza, le miniere in tutto il Paese hanno rapidamente chiuso, costringendo la KBMP a lavorare solo l'uranio kazako fino al 2005, quando anche quest'attività è cessata, vista la mancanza di materiale grezzo; come conseguenza di questo rimangono scorie radioattive che rappresentano tuttora un problema. Al giorno d'oggi la KBMP continua a processare oro e molibdeno ed a febbraio 2007 il gruppo russo Renova ha vinto un'offerta per comprare la quota del governo kirghiso dell'impianto di lavorazione dell'uranio.

## Infrastrutture e trasporti
Kara-Balta è collegata al Kazakistan tramite una strada che, passando per Kajyngdy, giunge a Taraz. Un'altra strada va verso sud attraverso il tunnel Too-Ashoo per poi dividersi in due rami: uno va ad ovest alla regione di Talas, mentre l'altro prosegue verso sud per poi piegare ad est attraverso la valle di Suusamyr e raggiungere Balykčy.

## Sport
In città è presente una squadra di bandy.